# Novaki Nartski
 Novaki Nartski  falu Horvátországban Zágráb megyében. Közigazgatásilag Rugvicához tartozik.

## Fekvése
Zágráb központjától 17 km-re délkeletre, községközpontjától 5 km-re északnyugatra, az Száva bal partján fekszik.

## Története
Története során a narti plébániához tartozó falu volt. 
1857-ben 64, 1910-ben 109 lakosa volt. Trianon előtt Zágráb vármegye Dugo Seloi járásához tartozott. Később Dugo Selo község része volt. 1993-ban az újonnan alakított Rugvica községhez csatolták. A falunak 2001-ben 71 lakosa volt. Lakói mezőgazdaságból és állattartásból élnek.

## Lakosság
| Lakosság változása | Lakosság változása | Lakosság változása | Lakosság változása | Lakosság változása | Lakosság változása | Lakosság változása | Lakosság változása | Lakosság változása | Lakosság változása | Lakosság változása | Lakosság változása | Lakosság változása | Lakosság változása | Lakosság változása |
| ------------------ | ------------------ | ------------------ | ------------------ | ------------------ | ------------------ | ------------------ | ------------------ | ------------------ | ------------------ | ------------------ | ------------------ | ------------------ | ------------------ | ------------------ |
| 1857               | 1869               | 1880               | 1890               | 1900               | 1910               | 1921               | 1931               | 1948               | 1953               | 1961               | 1971               | 1981               | 1991               | 2001               |
| 64                 | 60                 | 51                 | 75                 | 93                 | 109                | 93                 | 88                 | 76                 | 79                 | 69                 | 66                 | 53                 | 66                 | 71                 |

## Külső hivatkozások
Rugvica község hivatalos oldala